# Iglesia de Santa María (Franqueira)
La iglesia de Santa María es un templo católico de la parroquia española de Franqueira.

## Descripción
La iglesia está situada en la parroquia española de Franqueira, del municipio de La Cañiza, perteneciente a la provincia de Pontevedra. Aparece descrita en el octavo volumen del Diccionario geográfico-estadístico-histórico de España y sus posesiones de Ultramar de Pascual Madoz con las siguientes palabras:

Hay un edificio muy antiguo que fue monasterio de Bernardos, bastante deteriorado hoy dia, y cuya igl. es la parr. dedicada á Ntra. Sra., servida por un cura amovible, que antes lo era uno de los monjes: dicha igl. es de una sola nave con bóveda de canteria y algunos adornos de poco gnsto; en su capilla mayor se venera la Virgen titular, la cual es de piedra pero de poco mérito artístico; antiguamente acudia en romeria mucha gente aun de pueblos distantes el dia 8 de setiembre y en las pascuas de Resurreccion, Pentecostés y Navidad; mas ahora solamente se le da solemne culto en la pascua de Pentecostés, concurriendo gran número de devotos de esta y contiguas felig. Para surtido de los vec. hay 2 fuentes de frescas y saludables aguas; una de ellas brota por bajo de una peña, sobre la cual existia antiguamente una ermita donde estuvo la imagen de Ntra. Sra. hasta que fué trasladada al lugar que hemos dicho ocupa actualmente en la igl.
(Madoz, 1847, p. 168)